# Peter Andersen (gymnast)
Peter Villemoes Andersen, född 9 april 1884, död 25 september 1956, var en dansk gymnast.
Andersen tävlade för Danmark vid olympiska sommarspelen 1912 i Stockholm, där han var med och tog silver i lagtävlingen i svenskt system. 